# Dornburg/Saale
Dornburg/Saale é uma localidade e antigo município da Alemanha localizada no distrito de Saale-Holzland, estado da Turíngia. Desde 1 de dezembro de 2008, é parte da cidade de Dornburg-Camburg.
Dornburg/Saale é membro e sede do Verwaltungsgemeinschaft (português: corporações ou corpos administrativos centrais) de Dornburg-Camburg.